# Wiktor Ehrenpreis
Wiktor Józef Ehrenpreis (ur. 16 maja 1912 w Krakowie, zm. ?) – polski prawnik, działacz ZNMS w latach 1927-1938 i PPS 1930-1948; do 1939 w Krakowie, następnie na emigracji w Szwecji, USA i Szwajcarii. W czasie II wojny światowej pracował w Komitecie PPS w Nowym Jorku. Od 1946 pracownik Sekretariatu ONZ.